# Municipio de Kennedy (Dakota del Sur)

## Geografía
El municipio de Kennedy se encuentra ubicado en las coordenadas 43°12′40″N 98°17′31″O / 43.21111, -98.29194. Según la Oficina del Censo de los Estados Unidos, el municipio tiene una superficie total de 89.14 km², de la cual 89,14 km² corresponden a tierra firme y (0 %) 0 km² es agua.

## Demografía
Según el censo de 2010, había 67 personas residiendo en el municipio de Kennedy. La densidad de población era de 0,75 hab./km². De los 67 habitantes, el municipio de Kennedy estaba compuesto por el 97,01 % blancos, el 1,49 % eran afroamericanos, el 1,49 % eran amerindios. Del total de la población el 0 % eran hispanos o latinos de cualquier raza.